# Helen Adam
Helen Douglas Adam (* 2. Dezember 1909 in Glasgow, Schottland; † 19. September 1993 in New York City) war eine schottische und US-amerikanische Dichterin und Künstlerin.

## Leben
Helen Adam wuchs in Nairnshire auf und besuchte zwei Jahre lang die University of Edinburgh. Sie, ihre jüngere Schwester Isabella Theodosia Patrick, genannt Pam (* 1912) und ihre Mutter Isabella Douglas Dunn verließen nach dem Tod des Vaters, dem Reverend William Adam († 1934) Schottland und ließen sich in London nieder, wo die Schwestern als Journalistinnen für den Weekly Scotsman arbeiteten.
Die Familie besuchte 1939 in den USA eine Hochzeit von Verwandten in Hartford (Connecticut) und konnten wegen Beginn des Kriegsausbruches nicht nach England zurück. Die Adams Schwestern und ihre Mutter lebten zehn Jahre in New York und anschließend in Reno und Oakland. 1953 ließ sich die Familie in San Francisco nieder und Helen nahm im selben Jahr dort an einem Poetry-Workshop von Robert Duncan teil und lernte die Dichter der San Francisco Renaissance kennen. Duncan und sein Partner Jess, Madeline Gleason, Eve Triem, Robin Blaser als Zaungast und James Broughton und Helen Adam bildeten die Dichtergruppe der Maidens.
Duncan pries Adams Balladen als Tür ins Neunzehnte Jahrhundert zu dem verpönten Werk der großen Romantiker. Die Schwestern hatten 1962 einen großen Erfolg mit dem Musical San Francisco Burning und sie kehrten sie nach New York zurück. Es wurde schließlich in der Judson Memorial Church aufgeführt, aber nie am Broadway. Sie war die Inspiration für Samuel Delanys Kurzgeschichte Time Considered as a Helix of Semi-Precious Stones. In Deutschland erschien der Erzählband Grinsende Schatten mit einem Vorwort von Rosa von Praunheim, in dessen Film Das Todesmagazin (1979) sie Balladen rezitierend zu sehen ist. In von Praunheims Film Unsere Leichen leben noch (1981) füllt Adam eine Hauptrolle aus. Eine kleine Nebenrolle übernahm Helen Adam auch im Film Der Biß (1984) von Marianne Enzensberger.

## Werke (Auswahl)
- The Elfin Pedlar and Tales Told by Pixie Pool. Hodder & Stoughton, London 1921.
- Charms and Dreams from the Elfin Pedlar's Pack. Hodder & Stoughton, London 1924
- Shadow of the Moon. Hodder & Stoughton, London 1929
- The Queen O' Crow Castle, 1958
- Ballads. Illustrated by Jess [Collins]. Acadia Press, New York 1964
- Counting Out Rhyme, 1972
- Selected Poems and Ballads. Helikon Press, New York 1974
- Ghosts and Grinning Shadows: Two Witch Stories. Brooklyn, Hanging Loose Press 1977
  - dt.: Grinsende Schatten. 2 Hexengeschichten. Mit Collagen der Autorin. Einführung: Rosa von Praunheim. Schwiftinger Galerie-Verlag, 1983, ISBN 3-922087-16-7
- Turn Again to Me. And Other Poems. Kulchur Foundation, New York 1977
- Gone Sailing. Toothpaste Press, West Branch, IA, 1980
- Songs with Music. Aleph Press, San Francisco 1982
- Stone Cold Gothic. Kulchur Foundation, New York 1984
- The Bells of Dis. Coffee House Press, West Branch, IA, 1985
- Kristin Prevallet (Hrsg.): A Helen Adam Reader. Poetry, Fiction, Drama. Kristin Prevallet: Introduction und Notes. The National Poetry Foundation, Orono, ME, 2007, ISBN 978-0-943373-73-7

Drama
- Helen und Pat Adam: San Francisco's Burning. San Francisco 1963.
  - Uraufführung März, 1962, als Musical in James Broughtons Theater The Playhouse, San Francisco.

Film
- William MacNeill, Helen Adam: Daydream of Darkness. Uraufführung in der Peacock Gallery, San Francisco, 22. November 1962 (dem Tag der Ermordung John F. Kennedys).
- Rosa von Praunheim: Unsere Leichen leben noch, 1981